# Ngành (sinh học)

Hệ thống cấp bậc trong phân loại khoa học

Trong phép phân loại sinh học, một ngành (tiếng Hy Lạp: Φῦλον, số nhiều: Φῦλα phyla) là một đơn vị phân loại ở cấp dưới giới và trên lớp. Từ ngành trong sinh học được dịch ra từ tiếng Hy Lạp φυλαί phylai, nghĩa là một nhóm có quyền bầu cử dựa trên cơ sở thị tộc tại các nhà nước thành bang tại Hy Lạp.

## Tổng quan
Một ngành đại diện cho việc gộp nhóm nói chung được công nhận và ở cấp lớn nhất của giới động vật và các sinh vật khác với các đặc trưng tiến hóa nào đó, mặc dù một số ngành đôi khi cũng được gộp chung lại trong nhóm gọi là siêu ngành/liên ngành (superphyla), ví dụ như siêu ngành Ecdysozoa với 8 ngành, trong đó có Arthropoda và Nematoda; còn siêu ngành Deuterostomia chứa Echinoderma, Chordata, Hemichordata v.v. Một cách không chính thức thì các ngành có thể coi là việc gộp nhóm các động vật dựa trên sơ đồ cơ thể tổng quát; đây chính là việc gộp nhóm theo hình thái. Vì vậy, mặc dù dường như có các khác biệt bề ngoài của các sinh vật, nhưng chúng được phân loại vào trong các ngành dựa trên cơ cấu tổ chức bên trong của chúng. Chẳng hạn, dường như là đã rẽ nhánh và không giống nhau về bề ngoài, nhưng nhện và cua cả hai đều thuộc về ngành Arthropoda, trong khi giun đất và giun dẹp, khá tương tự về hình dáng, lại tạo thành hai ngành Annelida và Platyhelminthes.
Các ngành động vật được biết đến nhiều nhất có lẽ là Mollusca, Porifera, Cnidaria, Platyhelminthes, Nematoda, Annelida, Arthropoda, Echinodermata và Chordata (loài người thuộc về ngành này). Nhiều ngành chỉ tồn tại trong lòng đại dương, và chỉ duy nhất 1 ngành là hoàn toàn không có trong các đại dương của thế giới: Ngành Onychophora (giun có móc). Ngành gần đây mới phát hiện ra là Cycliophora  được tìm thấy năm 1993; và chỉ có 3 ngành được phát hiện ra trong thế kỷ 20 là Saccorhytida (Han và cộng sự, 2017) chỉ có một là Saccorhytus coronarius, ngành Vetulicolia (Shu và cộng sự, 2001) có 15 loài và loài phát hiện trễ nhất là Shenzianyuloma yunnanense, ngành Micrognathozoa (Funch & Kristensen, 2000) chỉ có một loài là Limnognathia maerski, loài Sialomorpha dominicana (Ponair & Nelson, 2019) và ngành của loài thì chưa được đề xuất, Sialomorpha dominicana được phân vào (không phân hạng) Panarthropoda .
Sự bùng nổ kỷ Cambri là sự sinh sôi nảy nở lớn các dạng sự sống đã diễn ra trong khoảng gần chính xác là 530 tới 520 triệu năm trước; trong thời gian này các sinh vật tương tự như, nhưng không là thành viên một cách chặt chẽ của, các ngành hiện nay đã tồn tại; trong khi một số dường như đã xuất hiện trong vùng sinh vật kỷ Ediacara, nó vẫn là vấn đề gây tranh cãi là có hay không việc tất cả các ngành đã tồn tại trước sự bùng nổ. Theo thời gian, vai trò của các ngành cũng thay đổi. Ví dụ, trong kỷ Cambri, quần động vật lớn thống lĩnh là động vật chân đốt (Arthropoda), trong khi hiện nay quần động vật lớn thống lĩnh lại là động vật có xương sống của ngành dây sống (Chordata). Động vật chân đốt hiện tại vẫn là ngành chiếm số lượng loài nhiều nhất.

## Thực vật và nấm
Mặc dù Quy tắc quốc tế cho danh pháp thực vật (ICBN) cho phép sử dụng thuật ngữ "phylum" khi nói tới một ngành thực vật, nhưng thuật ngữ khoa học tương đương là "divisio" gần như được tất cả các nhà thực vật học sử dụng.
Các ngành thực vật chính, theo trật tự tiến hóa (có thể nhất), là Marchantiophyta (rêu tản), Anthocerophyta (rêu sừng), Bryophyta (rêu thật sự), Pteridophyta hay Filicophyta (dương xỉ), Sphenophyta (thạch tùng), Cycadophyta (tuế), Ginkgophyta (bạch quả),  Pinophyta (thông), Gnetophyta (dây gắm), Magnoliophyta (thực vật hạt kín/thực vật có hoa). Thực vật hạt kín là thực vật có hoa hiện nay chiếm vị trí thống lĩnh trong giới thực vật (80% số loài thực vật có mạch là thực vật hạt kín).

### Lưu ý
Tuy nhiên, cần lưu ý là trong động vật học thì thuật ngữ divisio lại được áp dụng một cách tùy chọn cho cấp dưới cận lớp và trên cohort. Hệ thống phân loại được sử dụng rộng rãi như của Carroll (1988) công nhận nhóm cá xương thật sự như là divisio Teleostei trong phạm vi lớp Actinopterygii (cá vây tia). Ít phổ biến hơn (chẳng hạn trong Milner 1988), các dạng động vật bốn chân được coi là các divisio Amphibia và Amniota trong một nhánh của động vật có xương sống với các chi nhiều thịt (Sarcopterygii).

## Các ngành động vật.
- Ngành giun dẹp ( Platyhelminthes )
- Ngành giun tròn ( Nematoda )
- Ngành giun đốt (Annelida )
- Ngành thân mềm (Mollusca )
- Ngành chân khớp (Arthropoda )
  - Lớp giáp xác
  - Lớp hình nhện
  - Lớp sâu bọ
- Ngành động vật có dây sống (Chordata) 
  - Phân ngành Vertebrata (động vật có xương sống)
  - Lớp lưỡng cư
  - Lớp bò sát
  - Lớp chim
  - Lớp thú (lớp có vú)
  - Lớp cá (gồm lớp cá sụn và cá xương gồm 2  lớp cá vây tia & lớp cá vây thùy)
  - Phân ngành Cephalochordata (Sống đầu)
  - Phân ngành Tunicata /Urochordata (Sống đuôi)
- Ngành da gai (Echinodermata)
- Ngành động vật nửa dây sống (Hemichordata)
- Ngành Vetulicolia
- Ngành Saccorhytida
- Ngành Giun đầu gai (Acanthocephala)
- Ngành Giun bụng gai (Gastrotricha)
- Ngành Giun ruy băng (Nemertea)
- Ngành Trùng mũi tên (Chaetognatha)
- Ngành Giun bờm ngựa (Nematomorpha)
- Ngành động vật thân lỗ (Porifera)
- Ngành động vật chén cổ (Archaeocyatha)
- Ngành động vật phẳng (Placozoa)
- Ngành Giun nhung (Onychophora)
- Ngành Gấu nước (Tardigrada)
- Ngành Giun đậu phộng / Sá sùng (Sipunculia)
- Ngành Ctenophora
- Ngành Cnidaria
- Ngành Proarticulata
- Ngành Petalonamae
- Ngành Trilobozoa
- Ngành Medusoid
- Ngành Xenacoelomorpha
  - Phân ngành Acoelomorpha
  - Phân ngành Xenoturbellida
- Lớp Palaeoscolecida
- Ngành Loricifera
- Ngành Priapulida
- Ngành Kinorhyncha
- Ngành Luân trùng / Trùng bánh xe (Rotifera)
- Ngành Cycliophora
- Ngành Micrognathozoa
- Ngành Dicyemida
- Ngành Monoblastozoa ?
- Ngành Orthonectida
- Ngành Phoronida
- Lớp Hyolitha
- Ngành Tay cuộn (Brachiopoda).
  - Phân ngành Rhynchonelliformea
  - Phân ngành Craniiformea
  - Phân ngành Linguliformea
- Ngành Động vật hình rêu (Ectoprocta/ Bryozoa)
- Ngành Entoprocta / Kamptozoa
- Ngành Agmata
- Chi Sialomorpha †